# Singel 39
Singel 39 is een Nederlandse romantische filmkomedie uit 2019 van Frank Krom. De titel verwijst naar de hoofdpersoon Mo (Monique) die alleenstaand en 39 is. Als internationale titel heeft de film de titel Single Street. De film kreeg een Gouden Film award nadat er 100.000 bioscoopkaarten waren verkocht.
De titelsong "Consider" voor de film werd gecomponeerd door Douwe Bob, hij verschijnt ook in een kleine rol als ober in de film.

## Verhaal
Hartchirurg Monique (Lies Visschedijk) heeft haar leven rond haar werk ingericht. Wanneer de excentrieke homo Max (Waldemar Torenstra) haar nieuw buurman wordt, ontwikkelt er een goede vriendschap en Monique realiseert zich dat er meer in het leven is dan werken. Max heeft een kinderwens en gaat samen met Mo op zoek naar mogelijkheden, Mo heeft die wens nooit echt gekoesterd, maar begint dan te twijfelen.

## Rolverdeling
- Lies Visschedijk als Monique
- Waldemar Torenstra als Max
- Eva van de Wijdeven als Sam
- Dahiana Candelo als co-assistent
- Gerard Cox als vader
- Steyn de Leeuwe als Diederik
- Urias Boerleider als Ray
- Fabrice Deville als J.J.
- Loes Haverkort als Marleen
- Douwe Bob als ober